# Red NEREA
La Red NEREA es un proyecto de la Consejería de la Presidencia, Administración Pública e Interior de la Junta de Andalucía. Su misión es impulsar una red de telecomunicaciones que permite la interconexión telemática de todas las Administraciones Públicas presentes en Andalucía (tanto ámbito estatal, como autonómico y local), de tal forma que sea posible la compartición segura de aplicaciones, recursos e información. Además, la Red NEREA facilita a las AA.PP. andaluzas el cumplimiento de las exigencias del Esquema Nacional de Interoperabilidad.

## Características principales
La Red NEREA es una red de telecomunicaciones de uso exclusivo para las Administraciones Públicas. Esta red permite la interconexión de todas las Administraciones presentes en Andalucía, sean éstas locales, provinciales, regionales, estatales o europeas.
El intercambio de datos que se produce en la Red NEREA tiene por principal característica la seguridad en las comunicaciones. Al ser la Red NEREA una red privada gestionada por la propia administración, aislada de las redes públicas (Internet), la privacidad de los datos está garantizada. Gracias a esta red, cualquier Administración Local puede acceder de forma segura a cualquier servicio publicado por la Junta de Andalucía, la Administración General del Estado (AGE) o la Unión Europea.
Cabe destacar que la totalidad de los servicios básicos de red ofrecidos por la Red NEREA en cada uno de sus nodos se implementan con herramientas de Software libre.

## Antecedentes

### Intranet Administrativa (IA)
En 2001, el Ministerio de Administraciones Públicas (MAP) decide abordar el problema de la interconexión entre Organismos ya que hasta entonces las comunicaciones entre organismos eran heterogéneas y a demanda. Se crea por tanto la Intranet Administrativa (IA) , una red que permite la compartición de recursos entre los organismos de la Administración General del Estado.

### Interconexión de la Junta de Andalucía con la IA
En 2005, la Consejería de Innovación, Ciencia y Empresa anuncia la intención de interconectar telemáticamente la Junta de Andalucía con la Intranet Administrativa (IA). Ese mismo año, se inician los primeros estudios técnicos, culminando en la realización exitosa de la prueba piloto de interconexión en 2006.

### Red SARA
Este hito da lugar a un modelo de interconexión entre la AGE y las propias intranets de las comunidades autónomas, permitiendo a éstas acceder a sus servicios telemáticos y a compartir información, tanto con la propia AGE como con otras C.C.A.A. Este modelo se materializó en la Red SARA, actualmente vigente, la cual interconecta telemáticamente todas las Administraciones Autonómicas españolas con la Administración General del Estado.

### Red NEREA
Partiendo de este mismo modelo de interoperabilidad entre administraciones surge la red NEREA. Ésta permite interconectar de forma jerárquica las distintas entidades locales con la Red Corporativa de Telecomunicaciones de la Junta de Andalucía (RCJA), y a su vez, enlazar con la Red SARA y la red europea sTESTA.

## Estructura de la Red NEREA
La red NEREA tiene una estructura jerárquica. Si la red SARA interconecta de forma jerárquica a las distintas CC.AA. (y éstas a su vez interconectan entre sí a las diferentes Consejerías de cada CC.AA.), la red NEREA interconecta por un lado a las diferentes Diputaciones Provinciales con un nodo central, y por otro lado, interconecta dicho nodo central con la Junta de Andalucía, y ésta está conectada a la AGE mediante la Red SARA.

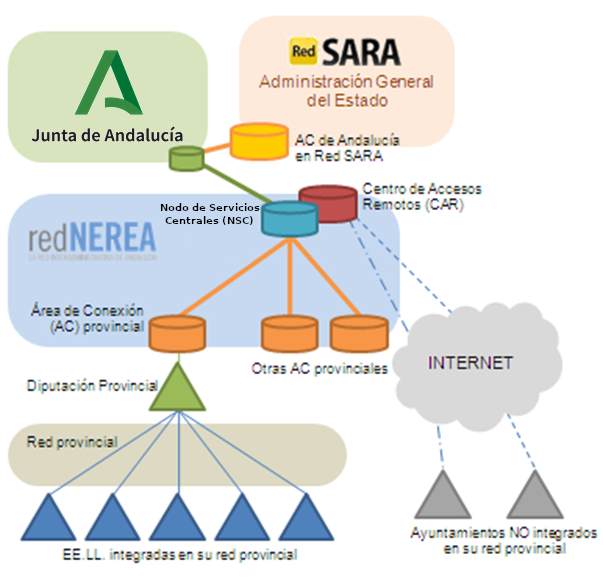
Estructura de la Red Nerea

### Conexión con las Diputaciones Provinciales
Para conectar las diferentes corporaciones locales a la red de las AA.PP. españolas, la red NEREA se apoya en las redes provinciales que las Diputaciones Provinciales han impulsado en cada territorio. Para ello, se dota a cada Diputación de un Área de Conexión (AC), que consta de una serie de máquinas que realizan funciones básicas de red, como la de cortafuegos, adaptación de direccionamiento, DNS o filtrado de paquetes, entre otras. Cada Área de Conexión está conectada a la red MPLS de un operador con los mismos parámetros de Calidad de Servicio que la Red Corporativa de la Junta de Andalucía. A través de esta red, todas las AC tienen túneles IPsec permanentes hacia el nodo central de la red, el Nodo de Servicios Centrales (NSC), configurando por tanto una red de topología de estrella.

### Conexión con Red SARA
La Junta de Andalucía tiene conectada su Red Corporativa de Telecomunicaciones (RCJA) con la red SARA, a través del Área de Conexión de la C.A. de Andalucía. De la misma forma, la RCJA está conectada con el NSC, nodo central de la red NEREA. Por tanto, con la gestión oportuna de reglas en cortafuegos, es posible la conexión entre la red NEREA y la red SARA, y por tanto la conexión entre la Administración Local y Provincial de Andalucía, la Autonómica (Junta de Andalucía) y la Estatal.

### Conexión con la red de la Unión Europea sTESTA
Cualquier organismo conectado a la red NEREA tiene la capacidad de conectarse a la red sTESTA de la Unión Europea, a través del acceso nacional que cuenta la red SARA hasta esta red. sTESTA responde a las siglas de Servicios Telemáticos Trans-Europeos para las Administraciones. El prefijo s- es una nueva versión de la red con prestaciones adicionales de seguridad (secure-TESTA)